# Иванполье
Иванполье (бел. Iванполле) — посёлок в Утевском сельсовете Добрушского района Гомельской области Республики Беларусь.

## География
В 27 км на юг от районного центра Добруш, в 35 км от Гомеля, в 6 км от железнодорожной станции Тереховка, расположенной на линии Гомель — Бахмач.

## Транспортная система
Рядом автодорога Тереховка — Гомель. В посёлке 17 жилых домов (2004 год). Планировка состоит из прямолинейной улицы, ориентированной с юго-запада на северо-восток. Застройка деревянными домами усадебного типа.

## История
Основана переселенцами с соседних деревень в начале XX века. В 1926 году в Гордуновском сельсовете Носовичского района Гомельского округа, с 20 февраля 1938 года Гомельской области.
В 1930 году организован колхоз "Южный", работала ветряная мельница.
Во время Великой Отечественной войны в сентябре 1943 года оккупанты полностью сожгли посёлок и убили 3 мирных жителей. На фронтах погибли 3 жителей посёлка.
В 1959 году деревня входила в колхоз «Путь к коммунизму» с центром в деревне Уть.

## Население

### Численность
- 2004 год — 17 дворов, 29 жителей

### Динамика
- 1926 год — 43 двора, 231 житель
- 1959 год — 261 житель (согласно переписи)
- 2004 год — 17 дворов, 29 жителей